# (6497) Yamasaki
(6497) Yamasaki es un asteroide perteneciente al cinturón de asteroides descubierto el 27 de octubre de 1992 por Tsutomu Seki desde el Observatorio de Geisei, Geisei, Japón.

## Designación y nombre
Designado provisionalmente como 1992 UR3. Se le dio este nombre en memoria de Masamitsu Yamasaki (1886-1959), quien trabajó en el Observatorio Internacional de Latitud en Mizusawa. Como codescubridor del cometa 27P/Crommelin (entonces llamado Pons-Coggia-Winnecke-Forbes) en 1928, fue el primer japonés en recibir la medalla Donohoe de la Sociedad Astronómica del Pacífico.

## Características orbitales
Yamasaki está situado a una distancia media del Sol de 2,315 ua, pudiendo alejarse hasta 2,814 ua y acercarse hasta 1,816 ua. Su excentricidad es 0,216 y la inclinación orbital 4,712 grados. Emplea 1286,24 días en completar una órbita alrededor del Sol.

## Características físicas
La magnitud absoluta de Yamasaki es 14,16. Tiene 3,448 km de diámetro y su albedo se estima en 0,390. 